# عبدالعزیز بن حملات
عبدالعزیز بن حملات (انگلیسی: Abdelaziz Benhamlat؛ زادهٔ ۲۲ مارس ۱۹۷۴) بازیکن فوتبال اهل الجزایر بود.
از باشگاه‌هایی که در آن بازی کرده‌است می‌توان به باشگاه فوتبال مولودیه الجزایر، باشگاه فوتبال القبائل و باشگاه فوتبال نصر حسین دای اشاره کرد.
وی همچنین در تیم ملی فوتبال الجزایر بازی کرده‌است.